# James Dewar
Sir James Dewar (Kincardine, 20 settembre 1842 – Londra, 27 marzo 1923) è stato un fisico e chimico britannico.

## Biografia
Ultimo di sei figli, perse i genitori nel 1857. Trasferitosi ad Edimburgo frequentò l'università locale, dove si laureò.
Nel 1875 divenne professore all'Università di Cambridge.

## Principali ricerche
Le sue ricerche si concentrarono sulla produzione del vuoto in laboratorio, sfruttando il potere di assorbimento dei gas appartenente al carbone a basse temperature. Approfondì il tema della fosforescenza dei composti chimici, e ideò un contenitore, il Vaso di Dewar, originariamente utilizzato per la conservazione dei gas liquefatti e noto come Thermos.
Alle sue ricerche in collaborazione con Frederick Augustus Abel, si deve la nascita della Cordite, esplosivo a base di nitroglicerina.
Lo studio delle basse temperature restò la principale fonte di studio di Dewar, che riuscì a realizzare la liquefazione di gas fino ad allora creduti illiquefabili, quali l'idrogeno e il fluoro, studiando le variazioni delle loro proprietà a temperature prossime allo zero assoluto.

## Omaggi a Dewar nell'astronomia
A James Dewar sono intitolati il cratere lunare Dewar e l'asteroide 9420 Dewar.